# 重慶號巡洋艦
重慶號巡洋艦是英国皇家海军林仙級轻巡洋舰的四號艦，也曾是中華民國海軍最大的巡洋艦，亦是迄今为止曾于中国人民解放军海军服役的唯一一艘轻巡洋舰。在1999年引进原苏联现代级驱逐舰服役前，该舰亦是中国人民解放军海军获得最大的水面作战舰只。

## 歷史

### 在英国海军服役
重庆号巡洋舰原是英国皇家海军在1930年代建造的「曙光女神號」輕巡洋艦（HMS Aurora 的意译，音译为“奥罗拉”，即罗马神話中的一位神祇），是一艘林仙級轻巡洋舰条约型轻巡洋舰 (同型舰4艘)。该舰于1935年7月27日开工，1937年11月12日竣工。标准排水量5270吨，最高航速32节，武备主要装有3座双联装6英寸 (152毫米) 口径主炮6門，4座双联装4英寸 (102毫米) 口径高射炮8門。当时总造价1,252,915英镑。在第二次世界大战中戰績卓著，曾擊沉德國布雷姆斯號訓練艦，德国和意大利的驅逐艦十艘(另重創九艘)、掃雷艦三艘，登陸艦七艘、運輸艦與商船二十一艘，意大利海軍稱她為「銀色怪物」（Silver Phantom），二次大戰中曾是英國海軍大臣的旗艦，1943年曾擔任英国国王訪問马耳他岛的座艦，英國譽她為「皇家海軍功勳巡洋艦」。:81941年12月19日该舰曾在地中海的黎波里港外海触雷受伤，后修复。

### 赠与中华民国
二战结束后，1945年8月英國政府与中华民国政府达成协议，為抵償在香港损失的代為保管之中国海关缉私船艦（英国政府曾征用了中国抗日战争期间在香港的中国海关6艘船只，在1941年太平洋战争爆发后全部损失，中国政府遂向英国政府提出赔偿要求），1945年8月决定将该舰作为赠与中华民国政府的船艦。1946年11月9日国民政府派出的接舰官兵（领队邓兆祥）从上海出发，1946年12月13日抵达英国，展开训练。1948年5月19日在朴次茅斯港举行军舰交接仪式，赴英国接舰领队邓兆祥担任舰长。本艦在接收前曾由蔣中正親自從“金陵”、“大同”、“重慶”三名中圈選出艦名“重慶”以示慎重。:8
1948年5月26日“重慶”号与英国租借給中华民国的“灵甫”号驱逐舰 (原名为HMS Mendip) 从朴次茅斯港启程，英國海軍部派遣一個由白寧頓上校為首的七人聯絡組隨艦護航回國，該艦艦長鄧兆祥認為該艦應由中國海軍指揮，拒絕白寧頓護航的提議。1948年7月28日抵达香港，白寧頓離艦飛到南京向海軍總司令桂永清告狀，桂永清決定撤換艦長，派海軍總部作戰處長盧東閣接任，一到南京，桂永清就為此事指責鄧兆祥。:14-15停泊香港期间“重慶”号官兵放假上岸发生了20余名水兵逃亡未归的事件。1948年8月“重慶”号回国，当时是中华民国海军最大的战舰。在第二次国共内战中曾到葫芦岛附近海面火力支援。
辽沈战役開打后，1948年10月5日中午，蒋介石在塘沽登上“重庆”号，在桂永清等陪同下于次日上午抵达葫芦岛，蒋介石在葫芦岛命令桂永清用“重庆”号的152毫米舰砲轰击塔山的共军东北野战军的阵地，协助东进兵团突破塔山救援锦州。蒋介石布置完后，于10月6日下午乘“重庆”号回到塘沽。10月9日，“重庆”号从塘沽驶往秦皇岛，向平山营等处共军砲击。10月13日，“重庆”号用152毫米舰砲轰击西海口、大红营子、高桥等地共军阵地，塔山地区一片火海。10月14日，“重庆”号和“太康”号继续砲击塔山、上坎子等地。“太康”号驶到离海岸3000多米的海面，向共军阵地开砲。10月15日，“重庆”号向塔山砲击，“永胜”号等舰进入锦州湾作战，国军独立第95师利用舰砲掩护，多次发动人海战术冲击塔山，遭共军顽强阻击。10月16日，“重庆”号向上坎子、大红营子砲击，“太康”号到烟台督运国第39军来葫芦岛增援。10月17日，国军陆军停止向塔山进攻，海军“重庆”号、“永泰”号、“永胜”号、“永康”号继续轮番向岸上砲击，直到10月20日才停止。10月21日，“重庆”号、“永泰”号、“永胜”号、“永康”号等4舰到营口海面用砲火支援国军第52军夺取营口。10月28日，“重庆”号在辽河口外掩护舰船进出辽河，必要时砲击营口市区，掩护第52军撤退部队；“永兴”号、“太康”号驶入辽河，泊于西砲台附近掩护装运，俟殿后部队登船启运后，再逐次退出辽河；“联利”号、“中基”号、“中鼎”号、“中建”号4舰入港，协运人员、马匹及物资，“宣怀”号及各中字轮入港载运部队，“海菲”号、“渤海”号则停在辽河口外，以待驳运；派兵控制港内帆船作为驳运和殿后部队撤退之需。

### 加入中國人民解放軍
1949年2月25日時，重庆舰上的部分官兵形成的秘密组织決定加入中共，是為重庆号事件，該艦艦長鄧兆祥率領574名官兵在上海吳淞口宣佈加入中國人民解放軍，并向北驶向中國人民解放軍控制的山东烟台。2月26日晨到达烟台。中華民國國軍派出飞机轰炸重庆舰，由于舰长等高级军官被带离，舰上官兵一度发生秩序混乱。鄧艦長回艦後，在該年3月4日駛往葫蘆島，并遭受由國軍楊湧濤隊長帶領從青島起飛的轰炸机多日连续轰炸，有多处被命中，艉部受损，於该年3月20日1时，自沉於葫芦岛港内。

### 打捞与拆解
1950年2月，中华人民共和国政府成立重慶號艦艇打撈委員會，決定打撈重慶號。
1951年4月，打撈正式開始，5月16日，重慶號打撈出水。1951年6月19月重慶號被拖至大連中蘇造船廠進行維修。當時領導人賀龍、周恩來（1951年7月1日）、朱德（1953年9月）、彭德懷、葉劍英、劉少奇（由鄧小平陪同，1955年秋）先後登艦參觀。經蘇聯專家認為重庆舰上原有武器裝备無修复價值，整修将耗费巨大，1954年海军决定停止修复，隨後被拆卸，部分儀器抵偿打捞费用運往蘇聯，部分交由清華大學和哈爾濱軍事工程學院作為研究教學使用。
1957年5月解放军海军批准该舰报废，“重庆”舰的2部主机处理给浙江省电业厅驻沪办事处；4台锅炉分别处理给天津供销合作社、湖北省商业厅和河南省工业厅。火砲移交军事院校作教具。
1959年10月27日，海軍將舰体移交给交通部上海海运局的航务工程总局打捞工程局，“拟将现泊在大连港的“重庆”号舰舰体拨交上海打捞局以增强打捞力量”，拖往上海，先后停泊于上海船厂、江南造船厂码头边，后较长时间系于黄浦江白莲泾段江中。上海打捞局于1960年拟定对“重庆”舰的改装方案，将1959年6月从江阴水下封锁线中打捞起来的“海蓉”军舰上的主机设备修复后装入“重庆”舰，并增加必要的救护、打捞设备和工具，使“重庆”舰改装成中国第一艘海洋救护打捞工作船，并拟请江南造船厂承担改装。估计改装费用为人民币300万元左右，当年实际在该轮完成基本建设投资27.6万元。以后因中央“缩短基本建设战线”，改装工程遂取消。1965年6月，“重庆”舰舰体又调拨给新成立的天津641工程指挥部（即今渤海石油公司）作为海上住宿生活船。改名為“北京”号，直到20世纪90年代初期才解体。
“重庆号”巡洋舰的舰名铜牌和船钟保存在中国人民革命军事博物馆。 2013年在大连老虎滩海洋公园东山发现重庆舰的4吋砲。

### 舰名传承
1978年，由大连造船厂建造的第四艘051D型驱逐舰（即旅大级）后来被重新命名为“重庆”号。本舰是人民解放军第一个两次重复命名的一线主力战斗舰只。

### 起义人员
1985年7月25日，中共中央办公厅、国务院办公厅关于转发“中共中央统战部、中国人民解放军总政治部以“统请字〔1985〕第23号《关于解决部分原国民党海军起义人员工资待遇等问题的请示报告》”的通知，认定了重庆舰起义有重大贡献（指发起、组织领导或参加领导起义）人员名单，包括邓兆祥、王颐桢、陈鸿源、张启钰、武定国、洪进先、刘懋忠、睦世达、王元方、于家欣、王洛、韩师忠、范咏、赵嘉堂、赵振亚、任振修、赵旭、秦咸周、孙国桢、李铁羽、周正、王宝林、郑希平、孙迺昌、王斐、陈英、曾瑞森、曾祥福、莫香传、蒋树德、王继挺、王淇、杨际和、虞顺生、李明阳、吴楚波、唐万钰、黄振蠡、卢贤举、丁宪武、郑光模等人。

### 引用
1. ↑  馬幼垣. . 聯經出版. 2009-06-01: 454. ISBN 978-957-08-3418-5.
2. 1 2 3  陳降任.  (PDF). 海軍軍官季刊 (海軍軍官學校). 中華民國103年5月, 33卷 (2期): 8–16頁  [2017-10-29]. （原始内容存档于2018-08-11）.
3. ↑  斯卡莱特备忘录；英国外相贝文致驻华大使施谛文，1948年5月18日，F.O.371/69610/F7162/，P.R.O.。
4. ↑   (PDF). UK Treaties Online. 1948年5月18日  [2017年10月21日]. （原始内容 (PDF)存档于2017年7月9日）.（英文）
5. ↑  现代舰船，2013-9B。
6. ↑  老兵口述“重庆号”的那些事儿 的存檔，存档日期2013-10-15.
7. ↑  现代舰船，2013-11B。
8. ↑  大连日报2021年4月16日A09版《与“重庆”舰来一次交错时空的邂逅》的存檔，存档日期2021-04-18.
9. ↑  邹德涛, 肖建平 & 周巍 2018，第83頁
10. ↑  .   [2015年3月12日]. （原始内容存档于2019年8月31日）.